# Сеть Чебышёва
Сеть Чебышёва — координаты {\displaystyle (u,v)} на двумерной поверхности, в которых первая квадратичная форма имеет вид
{\displaystyle g_{ij}=\left({\begin{matrix}1&\cos \omega \\\cos \omega &1\end{matrix}}\right),}
где {\displaystyle \omega =\omega (u,v)}.
Впервые рассмотрена русским математиком и механиком Пафнутием Чебышёвым в 1878 году.

## Свойства
- Сеть Чебышёва существует локально на произвольной гладкой поверхности.
- Формула Хацидакиса:[1] интеграл гаусовой кривизны координатного четырёхугольникка с вершинами {\displaystyle (u_{0},v_{0}),(u_{1},v_{0}),(u_{1},v_{1}),(u_{0},v_{1})} в чебышёвской сети равна 
{\displaystyle \omega (u_{0},v_{0})-\omega (u_{1},v_{0})+\omega (u_{1},v_{1})-\omega (u_{0},v_{1}).}